# 리도 첸트로역
리도 디 오스티아 첸트로역(이탈리아어: Stazione di Lido di Ostia Centro) 또는 간단히 리도 첸트로역(이탈리아어: Lido Centro)은 로마-리도 선에 있는 철도역 중 하나로 오스티아에 세워진 5개 신역 중 하나이다. 이 역은 1951년 개통했다.

## 시설
리도 노르도역에는 다음과 같은 시설이 존재한다.
- 자동 발권기